# Gbadu Tessera
La Gbadu Tessera è una struttura geologica della superficie di Venere.